# Little Murray River (New South Wales)
Der Little Murray River ist ein 30,5 Kilometer langer, nordöstlicher Seitenarm des Murray River im äußersten Süden des australischen Bundesstaates New South Wales. 

## Geographie
Der Seitenarm zweigt etwa 4,5 Kilometer nordwestlich von Barham auf einer Höhe von 85 m rechtsseitig vom Murray River ab. In einem stark mäandrierenden Lauf fließt der Fluss in überwiegend nordwestliche Richtungen. Nach einer Flussstrecke von 30,5 Kilometern (etwa 14,5 Kilometer Luftlinie) mündet der Seitenarm auf 78 m wieder in den Murray River. Bei einem Höhenunterschied vom 7 Metern beträgt das mittlere Sohlgefälle 0,2 ‰.
Zwischen den Murray River und Little Murray River liegt Campbells Island, die einen Teil des Campbells Island State Forest umfasst.